# Agnes von Zahn-Harnack

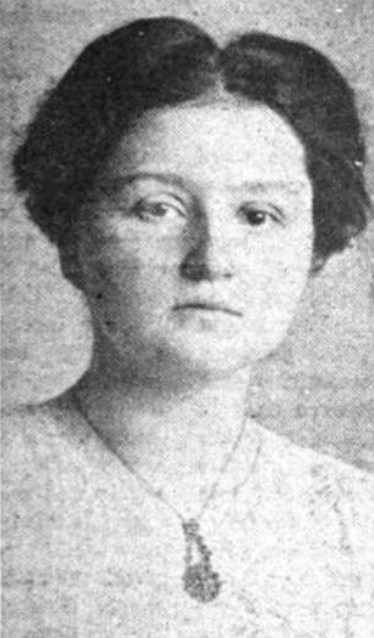
Agnes von Zahn-Harnack 1916

Agnes Harnack, ab 1914 von Harnack (* 19. Juni 1884 in Gießen; † 22. Mai 1950 in Berlin), war eine deutsche Lehrerin, Schriftstellerin und bürgerliche Frauenrechtlerin.

## Familie
Agnes Harnack war die Tochter des Theologen Adolf von Harnack (1851–1930) und der Amalie Thiersch (1858–1937), die Enkelin des Chirurgen Carl Thiersch und Urenkelin des Chemikers Justus von Liebig, der das freiherrliche Haus der Liebigs begründete. Agnes’ jüngerer Bruder Ernst von Harnack wurde 1945 als Widerstandskämpfer gegen den Nationalsozialismus hingerichtet, ebenso wie ihr Cousin Arvid Harnack und dessen Frau Mildred etwa zwei Jahre zuvor.
Agnes von Harnack heiratete am 8. Dezember 1919 in Berlin Karl von Zahn (1877–1944), Ministerialrat beim Reichsarchiv in Potsdam. Das Paar hatte drei Kinder: Amalie Gabriele, die wenige Tage nach der Geburt starb (1920), Edward (1921–1977) und Margarete (1924–2010).

## Leben und Wirken
Agnes Harnack (erst 1914 wurde ihrem Vater der erbliche Adelstitel verliehen) besuchte von 1890 bis 1900 zwei Höhere Mädchenschulen in Berlin-Charlottenburg. Sie wuchs in den bildungsbürgerlichen Kreisen des Berliner Westens auf und war befreundet mit den Kindern der Familien Delbrück, Bonhoeffer, Dryander, Mommsen, Lüders u. a. Von 1900 bis 1903 erfolgte Harnacks Ausbildung zur Lehrerin für mittlere und höhere Mädchenschulen, die sie im Frühjahr 1903 mit dem Lehrerinnenexamen an der Königlichen Margaretenschule in Berlin abschloss. Seit Oktober 1903 arbeitete sie als Lehrerin an der Höheren Töchterschule Wellmann-von Elpons in Berlin-Charlottenburg. Von 1906 bis 1908 bereitete sich Harnack privat auf das Abitur vor, das sie 1908 als Externe am Sophien-Realgymnasium in Berlin ablegte. Am 6. Oktober 1908 trug sie sich als erste Frau in die Immatrikulationslisten der Friedrich-Wilhelms-Universität zu Berlin ein, nachdem am 18. August 1908 das preußische Kultusministerium die „Neuordnung des höheren Mädchenschulwesens“ erlassen hatte, die u. a. auch die reguläre Zulassung von Frauen zum Studium beinhaltete (als Gasthörerinnen hatten Frauen schon vorher Vorlesungen besuchen dürfen, wenn dies die jeweiligen Professoren gestatteten). Harnack studierte bis 1912 Germanistik, Anglistik und Philosophie und schloss ihr Studium mit der Promotion zum Dr. phil. ab. Ihre Dissertationsschrift beschäftigte sich mit dem zu diesem Zeitpunkt noch unveröffentlichten Trauerspiel Aloys und Imelde von Clemens Brentano.
1914 trat Harnack dem Nationalen Frauendienst bei. Nachdem ihr Vater 1914 in den erblichen Adelsstand erhoben wurde, konnte sich auch Agnes von Harnack der adeligen Namensform bedienen. Nach dem Ende des Ersten Weltkrieges schloss sie sich der DDP an.
Am 11. Mai 1926 wurde sie in Berlin Mitbegründerin des Deutschen Akademikerinnenbundes (DAB), der die universitäre Frauenbildung weiter fördern wollte und drei Jahre später mit Margarete von Wrangell und Mathilde Vaerting die ersten deutschen Frauen-Lehrstühle erhielt. Der Plan zur Gründung des Vereins ging auf Marie Elisabeth Lüders zurück. Neben Zahn-Harnack (als Vorsitzende), Lüders und von Wrangell waren Ilse Szagunn, die Schöneberger  Studiendirektorin Anna Schönborn als stellvertretende Vorsitzende und Maria Schlüter-Hermkes als Schriftführerin sowie Gabriele Humbert, Kampf und Lührßen als einfache Mitglieder geführt. Der DAB wiederum schloss sich verschiedenen Dachorganisationen an und brachte weitere Unterorganisationen hervor.
In der Zeit von 1919 bis 1933 entstanden eine ganze Fülle von Schriften zur Frauenbewegung, zu kirchlichen und theologischen Fragen und zu gesellschaftspolitischen Problemen aus ihrer Feder. Am bedeutendsten war die 1928 erschienene Geschichte der Frauenbewegung Die Frauenbewegung. Geschichte, Probleme, Ziele. Zahn-Harnack war Vertreterin des sogenannten bürgerlichen, liberalprotestantisch gesinnten Flügels der ersten deutschen Frauenbewegung.
1931 wurde sie Vorsitzende des Bundes Deutscher Frauenvereine, der sich 1933 unter der nationalsozialistischen Restriktion jedweder akademischer Frauenbildung selbst auflöste, um nicht von den NS-Organisationen absorbiert zu werden (sogenannte Gleichschaltung). Zudem war Zahn-Harnack auch Mitglied der Evangelisch-Sozialen Vereinigung (Landesgruppe Berlin-Brandenburg), deren Vorstand u. a. Wilhelm Schneemelcher war.
Während der Zeit des Nationalsozialismus zog sich Zahn-Harnack weitgehend aus der Öffentlichkeit zurück, blieb aber dem Kreis um Anna von Gierke verbunden. Zu diesem gehörten auch Marie Baum, Helmut Gollwitzer, Romano Guardini, Hermann Maas, Theodor Heuss und Elly Knapp, Fritz Klatt, Selma Lagerlöf, Martin Niemöller und Alice Salomon. In der Zeit der „inneren Emigration“ schrieb Zahn-Harnack die 1936 veröffentlichte Biografie ihres Vaters Adolf von Harnack, in der sie auf dem Umweg der biografischen Darstellung auch ihre eigene liberalprotestantisch-humanistische Haltung im Gegensatz zum Nationalsozialismus zum Ausdruck brachte. In der Zeit des Krieges unterrichtete Zahn-Harnack privat Kinder jüdischer Abstammung, denen der Schulbesuch offiziell verboten war.
Nach dem Krieg schloss sie sich u. a. dem „Freundeskreis von Frauen“ um Freda Wuesthoff an, der mit seinem Arbeitsprogramm für den dauernden Frieden gegen Atomwaffen protestierte. Dem Kreis gehörten u. a. auch Gertrud Bäumer, Elly Heuss-Knapp, Marie Elisabeth Lüders und Clara von Simson an. Unmittelbar nach dem Zweiten Weltkrieg trafen sich Agnes von Zahn-Harnack und weitere der früheren Aktivistinnen, um die Gründung eines neuen „Deutschen Frauenbundes“ vorzubereiten. Hieraus entstand der Berliner Frauenbund 1945 e. V.“. Nach der Neugründung setzten sich die Frauen der ersten Stunde für einen Verein ein, dessen Hauptziel nicht nur in caritativer Arbeit liegen sollte. Sie befürworteten „eine Zielsetzung auf weite Sicht“, vor allem die aktive politische Beteiligung von Frauen. Zur Durchsetzung kommunaler Frauenpolitik hat der BFB sehr früh sowohl ein Netzwerk zwischen Verbandsfrauen, Politikerinnen und Expertinnen der Behörden entwickelt – als auch ein „Kommunales Frauenprogramm“ entworfen. Beim Verfassungsausschuss der Berliner Stadtverordnetenversammlung reichte der BFB den Entwurf eines Friedensparagraphen ein, beim Parlamentarischen Rat, der das Grundgesetz erarbeitete, den Entwurf für ein Kriegsdienstverweigerungsrecht. Beeinflusst von der Frauenbewegung Anfang der achtziger Jahre entstand die projektorientierte Arbeit, die bis heute einen wichtigen Schwerpunkt des BFB ausmacht. Durch größer angelegte, eigenständige Projekte sollen die Chancen von Frauen in Ausbildung und Beruf verbessert werden. So verbindet der BFB die Forderungen der damaligen Frauenbewegung nach gleichen Rechten in allen gesellschaftlichen Bereichen mit den feministisch geprägten Arbeitsformen der heutigen Frauenbewegung.

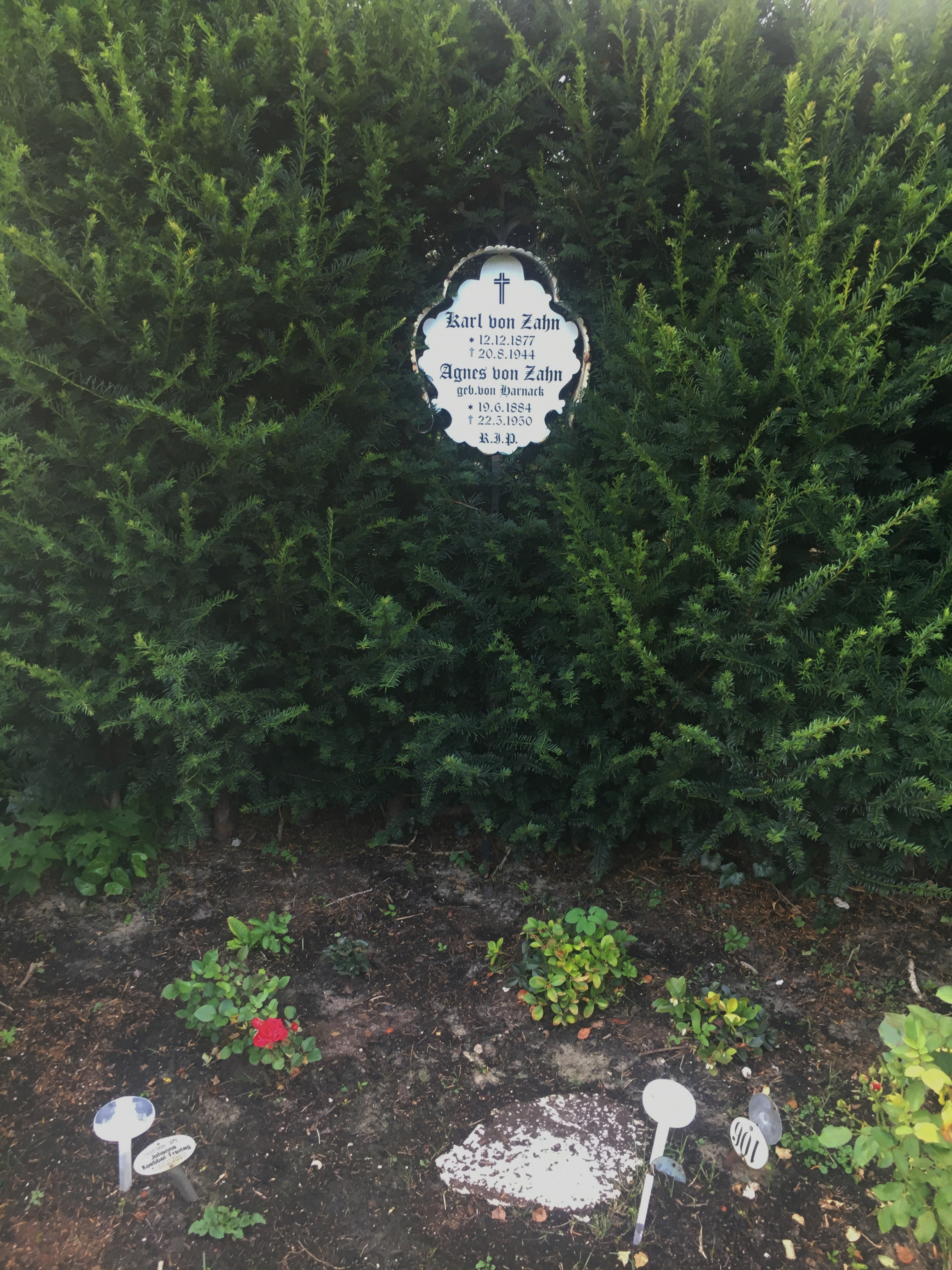
Grabstätte der Eheleute von Zahn

Am 22. Mai 1950 starb Zahn-Harnack und wurde auf dem Friedhof Berlin-Zehlendorf beigesetzt. (Feld 008-380)

## Ehrungen
Anlässlich ihres 65. Geburtstages am 19. Juni 1949 verlieh die Theologische Fakultät der Philipps-Universität Marburg Agnes von Zahn-Harnack die Ehrendoktorwürde in Anerkennung ihres Engagements „im Geiste eines freien und entschiedenen Protestantismus und in wahrhaft evangelisch-sozialer Gesinnung“.
2009 ehrte die Stadt Gießen Agnes von Zahn-Harnack mit einem Denkmal in der Plockstraße im Rahmen der Reihe „Gießener Köpfe“. Die Bronzebüste wurde von Bärbel Dieckmann geschaffen. Am 16. Mai 2005 wurde in Berlin-Moabit die Straßenpassage hinter dem neuen Berliner Hauptbahnhof zwischen der Clara-Jaschke-Straße und der Ella-Trebe-Straße nach Agnes von Zahn-Harnack benannt, die Agnes-Zahn-Harnack-Straße.
Das „AGNES – Lehre und Prüfung Online“-System der Humboldt-Universität zu Berlin wurde nach ihr benannt.
In Würdigung ihrer Leistungen wurde ihr anlässlich der Wissensstadt Berlin 2021 im Rahmen der Ausstellung „Berlin – Hauptstadt der Wissenschaftlerinnen“ eine Ausstellungstafel gewidmet.

## Schriften
- Die Frauen und das Wahlrecht, in: Deutsche Lese e. V. (Hrsg.): Handbuch für Männer und Frauen zur Nationalversammlung, Berlin 1919.
- Die Frauenbewegung. Geschichte, Probleme, Ziele. Berlin 1928.
- mit Hans Sveistrup: Frauenfrage in Deutschland 1790–1930. Berlin 1934.
- Anna von Gierke zum sechzigsten Geburtstag. In: Die Frau. Jahrgang 1933/1934, S. 332–334.
- Adolf von Harnack. Berlin-Tempelhof 1936, 2. Auflage Berlin 1951,
- Der Apostolikumstreit des Jahres 1892 und seine Bedeutung für die Gegenwart, Marburg a. L. 1950,